# Bachiller universitario en letras

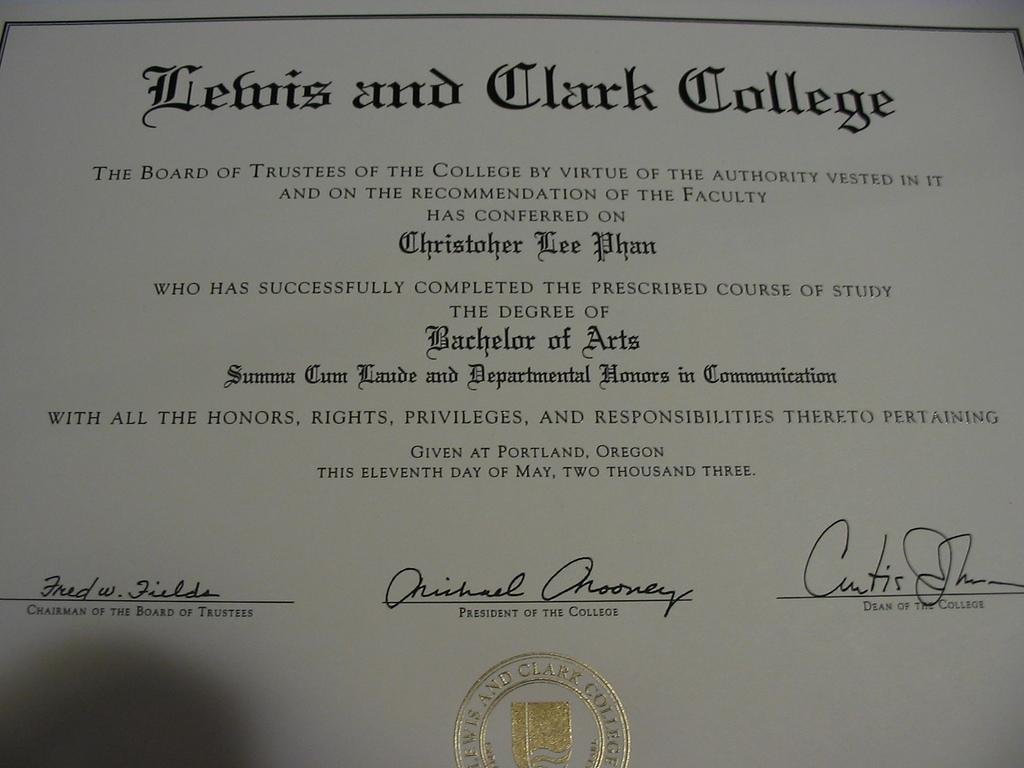
Un título de Bachelor of Arts.

El bachiller universitario en letras (en inglés, Bachelor of Arts, abreviado como BA o AB; del latín baccalaureus artium, baccalaureus in artibus, o artium baccalaureus) es un título de Grado en los países anglosajones y en algunos países del Espacio Europeo de Educación Superior. Se obtiene después de tres años de estudios en África del Sur, Alemania, Australia, Austria, Hong Kong, India, Inglaterra, Nueva Zelanda, Singapur y después de cuatro años en Escocia, Estados Unidos, Guatemala y Países Bajos. También es el grado que se obtiene en instituciones educativas de Gales.
El bachiller de letras y el bachiller de ciencias son los títulos de Grado más tradicionales en Canadá y en los Estados Unidos, fundamentalmente. 
El bachiller de letras es una titulación más difundida en las carreras de humanidades y bellas artes, o bien de instituciones de enseñanza superior originalmente «de letras». En tanto, el bachiller universitario en ciencias se otorga en carreras técnicas o en universidades especializadas en ciencias naturales o en matemática. En la práctica, son titulaciones equivalentes.